# 충원고등학교
충원고등학교(忠原高等學校)는 대한민국 충청북도 충주시 엄정면 용산리에 있는 사립 고등학교이다.

## 학교 연혁
- 1951년 12월 : 학교법인 신명학원 설립인가
- 1956년 3월 : 신명고등학교 설립인가
- 1973년 9월 : 충원고등학교로 교명변경
- 2002년 2월 : 자율학교 지정
- 2007년 3월 : 충청북도교육청 지정 교원능력개발평가 선도학교 운영
- 2009년 10월 : 2011기숙형 고등학교 지정
- 2010년 3월 : 교육과학기술부 지정 기숙형 고교 모델학교 운영
- 2011년 6월 : 충청북도교육청 지정 과목 중점형 교과교실제 선정
- 2012년 3월 : 2012교육과학기술부 지정 자율형 창의경영학교 선정
- 2020년 2월 : 학교 내 대안교실 운영학교 선정
- 2022년 3월 : 고교학점제 선도학교 운영 (~2025.02)
- 2023년 1월 : 제62회 졸업식
- 2023년 3월 : 제12대 김수정 교장 취임
- 2024년 2월 : 2025학교 공간재구조화사업 (그린스마트스쿨) 선정
- 2024년 3월 : 입학식 (신입생 69명)

## 참고 자료
- 충원고등학교 - 한국교육학술정보원 학교알리미